# David-Langfußfledermaus
Die David-Langfußfledermaus (Myotis davidii) ist eine Art der Mausohren (Myotis) innerhalb der Fledermäuse (Chiroptera). Sie ist endemisch in der Volksrepublik China.

## Merkmale
Die David-Langfußfledermaus ist eine sehr kleine Fledermausart mit vergleichsweise kurzem Schwanz. Sie erreicht eine Kopf-Rumpf-Länge von 41 bis 44 Millimetern und eine Schwanzlänge von 30 bis 43 Millimetern. Die Hinterfüße haben eine Länge von 7 bis 9 Millimeter. Die Ohren messen 12 bis 15 Millimeter. Die Unterarmlänge beträgt 31 bis 35 Millimeter, der Calcar ist lang ausgebildet und die Flughaut setzt am basalen Teil der Zehen an. Die Tibia ist 12 bis 13 Millimeter lang, damit entspricht die Fußlänge mehr als der Hälfte der Länge des Unterschenkels. Das Rückenfell ist dunkelbraun mit etwas helleren Haarspitzen, die Bauchseite ist etwas heller aufgrund grauer Haarspitzen.
Der Schädel ist gedrungen mit sehr kurzer Schnauzenregion (Rostrum). Der dritte obere Prämolar P3 ist klein und gegenüber der Zahnreihe auf die innere Seite verlagert, wodurch die benachbarten Prämolaren P2 und P4 in direktem Kontakt stehen. Der untere Prämolar p3 ist ebenfalls verkleinert und nach innen versetzt, hier stehen die ebenfalls verkleinerten benachbarten Prämolaren p2 und p4 allerdings nicht in Kontakt.

## Verbreitung

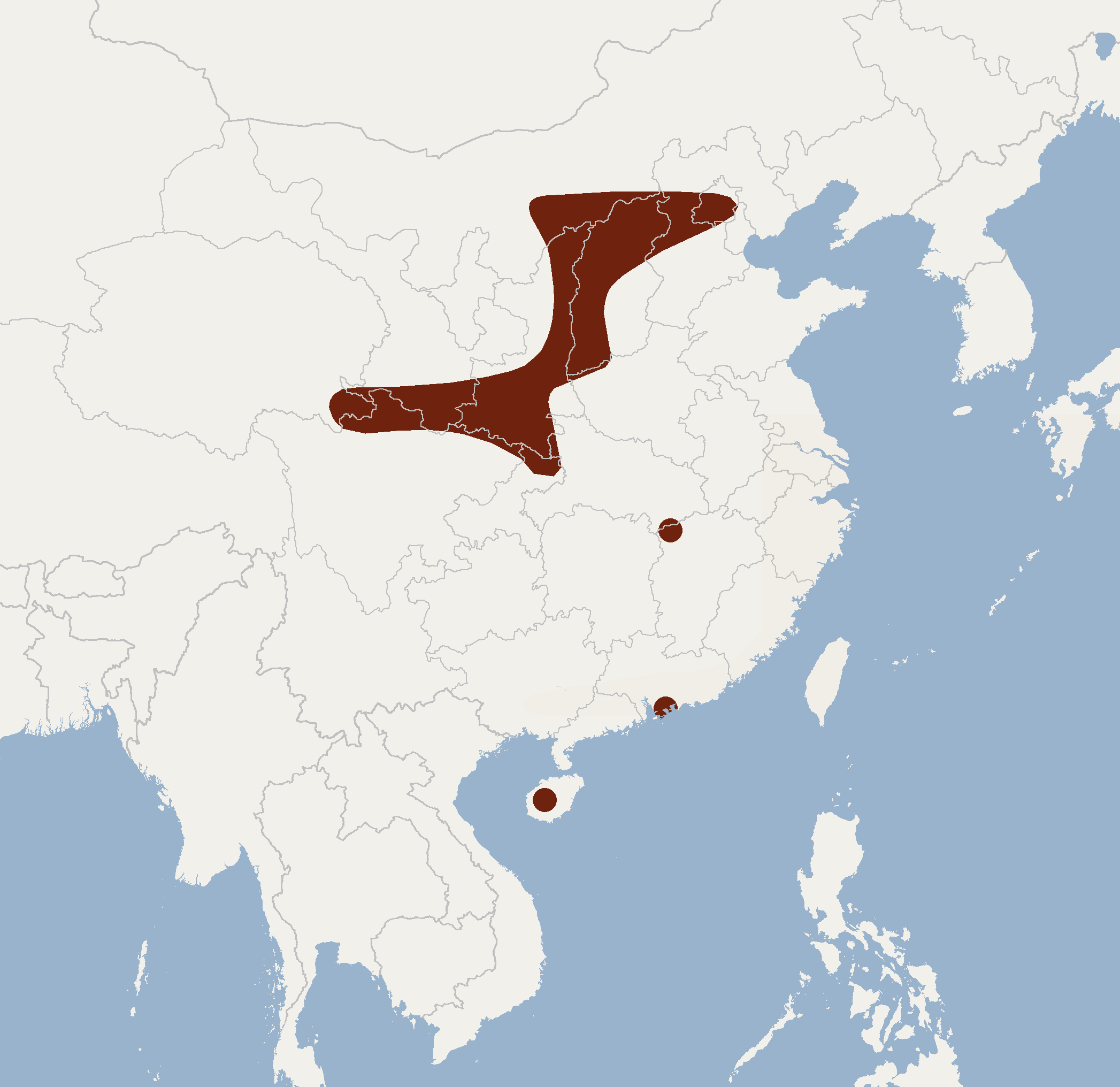
Verbreitung der David-Langfußfledermaus nach Smith & Yan Xie 2009

Die David-Langfußfledermaus ist endemisch in der Volksrepublik China und ist in den Provinzen Peking, Hebei, Gansu, Jiangxi, Fujian, Guizhou und auf Hainan nachgewiesen.

## Lebensweise
Über die Lebensweise und ökologischen Ansprüche der Fledermausart liegen keine Angaben vor.

## Systematik
Die David-Langfußfledermaus wird als eigenständige Art den Mausohren (Gattung Myotis) zugeordnet. Die wissenschaftliche Erstbeschreibung stammt von dem deutschen Naturforscher Wilhelm Peters aus dem Jahr 1869, der sie anhand von Individuen aus der Region um Peking und Hebei beschrieb. In früheren Arbeiten wurde die Art häufig als Unterart der Kleinen Bartfledermaus (Myotis mystacinus) betrachtet.
Innerhalb der Art werden neben der Nominatform keine Unterarten unterschieden.

## Gefährdung und Schutz
Die Art wird von der International Union for Conservation of Nature and Natural Resources (IUCN) aufgrund des vergleichsweise großen Verbreitungsgebietes und fehlender Risiken für einen Zusammenbruch der Bestände als nicht gefährdet („least concern“) eingestuft. Über die Bestände und Populationen liegen allerdings keine Daten vor, potenziell bestandsgefährdende Risiken für die Art sind nicht bekannt.

## Belege
1. 1 2 3 4 5 6  Don E. Wilson David's Myotis. In: Andrew T. Smith, Yan Xie: A Guide to the Mammals of China. Princeton University Press, 2008; S. 375–376, ISBN 978-0-691-09984-2.
2. 1 2  Myotis davidii in der Roten Liste gefährdeter Arten der IUCN 2017-3. Eingestellt von: A.T. Smith, C.H. Johnston, G. Jones, S. Rossiter, 2008. Abgerufen am 23. Januar 2018.
3. 1 2 3  Don E. Wilson & DeeAnn M. Reeder (Hrsg.): Myotis davidii in Mammal Species of the World. A Taxonomic and Geographic Reference (3rd ed).